# Nacht van de Nacht

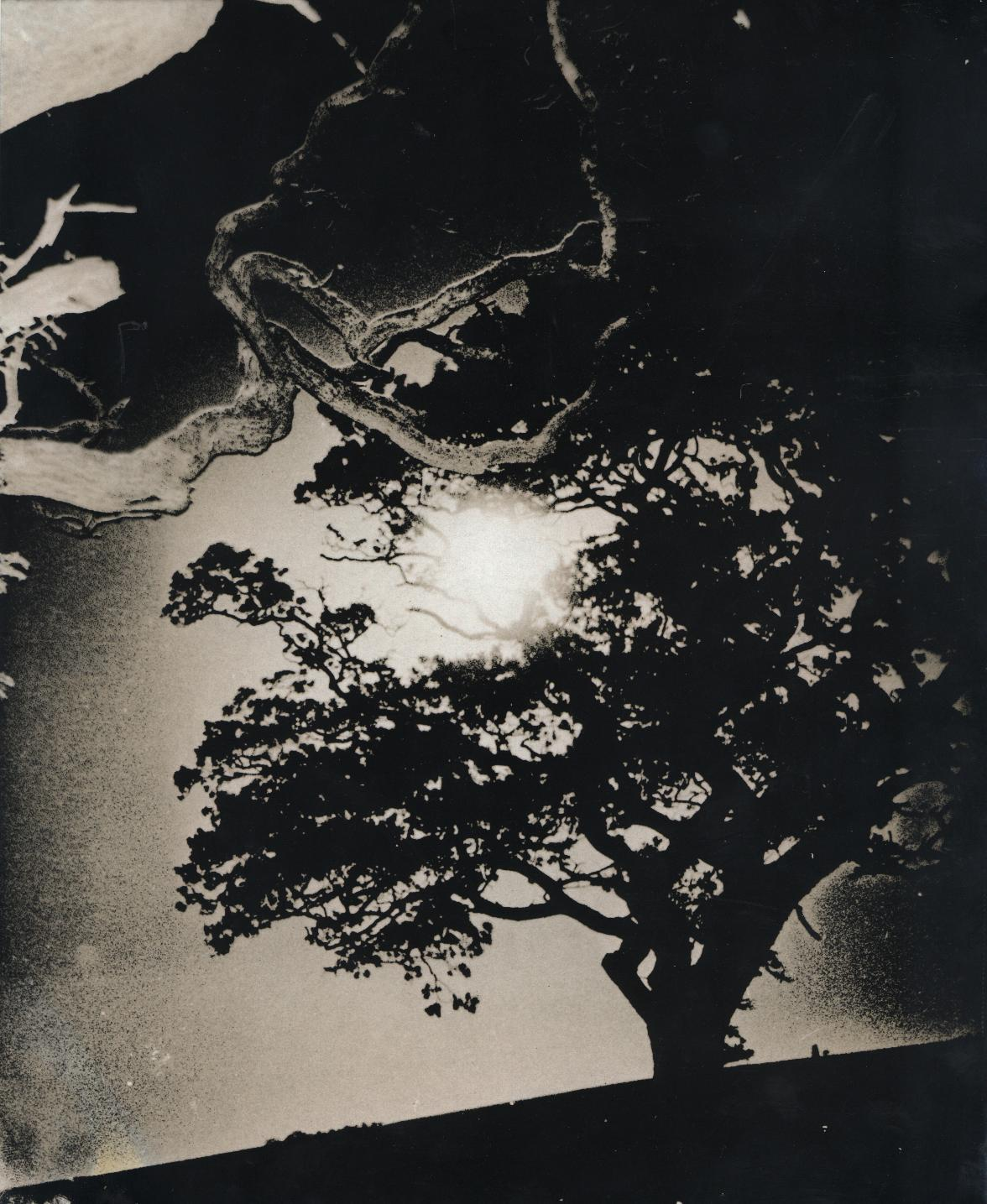
Nacht

De Nacht van de Nacht is een initiatief van de Nederlandse provinciale milieufederaties. Op deze avond en nacht doven een aantal gemeentes, bedrijven en huishoudens hun verlichting om aandacht te vragen voor lichtvervuiling en energiebesparing op verlichting. De provinciale Milieufederaties zetten bekende politici artiesten in om zo veel mogelijk mensen te bereiken met de actie.

## Geschiedenis
De eerste twee edities vonden op kleine schaal plaats, steeds in de nacht waarop de zomertijd eindigt, zodat de nacht extra lang duurt. Zo doofden in 2006 48 gemeenten de verlichting. In 2007 kreeg het initiatief meer bekendheid en aandacht van de media en was het aantal deelnemende gemeenten gestegen tot 105. Tevens werden de lichten gedoofd bij de Tweede Kamer en tientallen bedrijven en instanties. In 2008 doofden 120 gemeenten en tientallen bedrijven samen duizenden lampen. De Dom, Euromast en alle vestigingen van IKEA stonden in het donker, samen met honderden kantoren, kerken, bruggen, torens en monumenten. In 2015 werd de "Nacht van de Nacht" voor de elfde keer gehouden en was groter dan ooit met 350 'duistere' evenementen en 40.000 bezoekers. In totaal doofden 155 bedrijven en gemeenten aanlichting van gebouwen en reclameverlichting. In 2015 deed ook het concertgebouw mee aan de Nacht van de Nacht. Daan Roosegaarde deed er het licht uit waarna er voor het eerst in het duister een concert plaatsvond door het Nederlands Kamerorkest.

## Lokaal
Plaatselijke natuureducatiecentra, IVN-afdelingen, boswachterijen, sterrenwachten, wandelverenigingen en milieugroepen organiseren gevarieerde lokale activiteiten gerelateerd aan het milieu of het duister. De activiteiten variëren van nachtwandelingen, sterrenkijken en verhalenvertellers tot muziekuitvoeringen en lezingen. Tijdens de Nacht van de Nacht op 25 oktober 2008 trokken ruim vijftienduizend mensen er in het donker op uit. Er waren zo’n 250 ‘duistere’ evenementen in alle provincies. In 2015 was de Nacht van de Nacht uitgegroeid tot een evenement met activiteiten op 350 plaatsen en 40.000 bezoekers.